# 滚雷行动

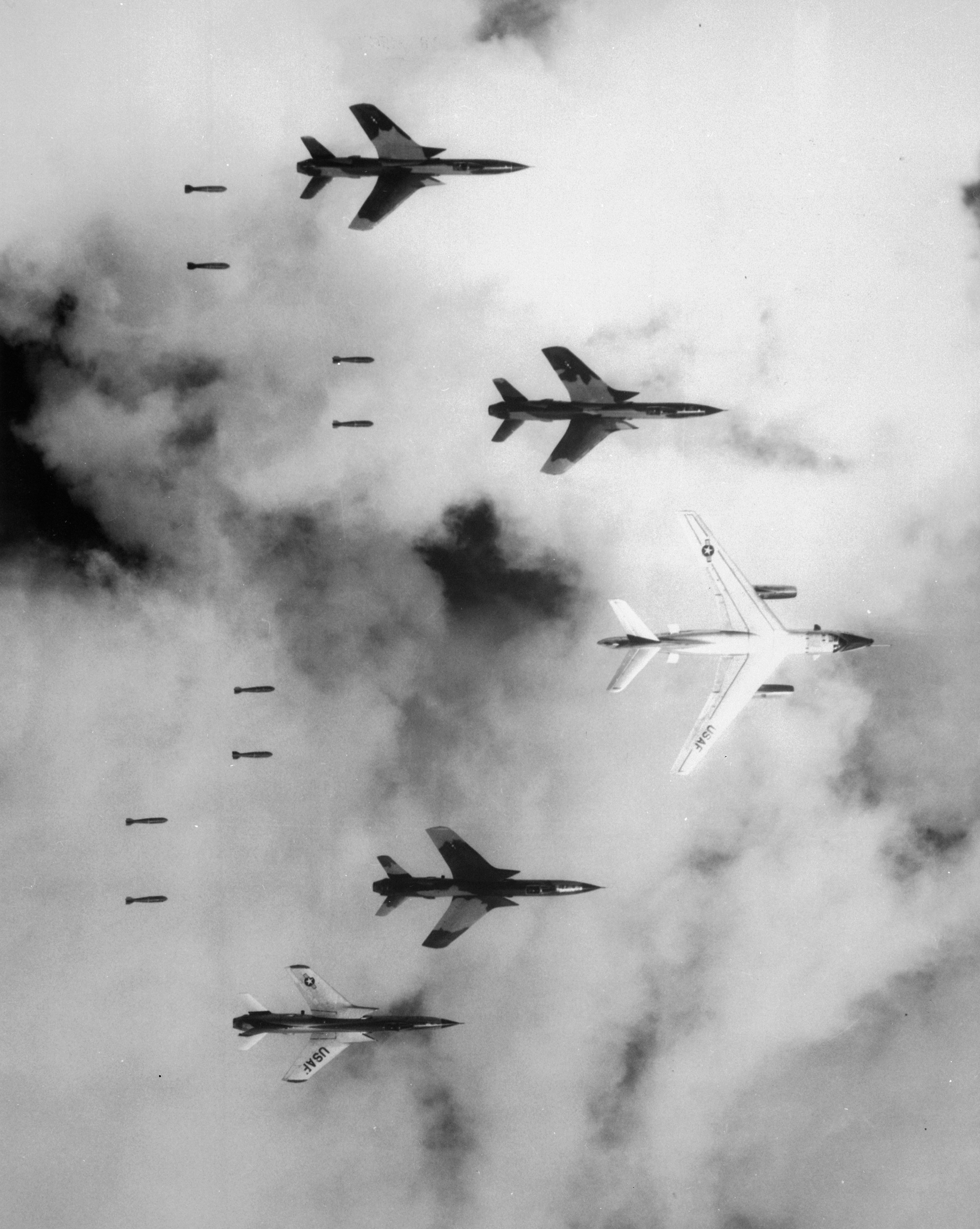
F-105在B-66轟炸機的领导下进行雷达轰炸

滚雷行动（Operation Rolling Thunder）是由美国空军第2航空师（即后来的美國第七航空隊）、美国海军和越南共和國空軍（南越空軍），于1965年3月2日至1968年11月1日对越南民主共和国（北越）进行的轰炸行动，此为越南战争的一部分。
滚雷行动有四个目标（这四个目标是随着行动的发展而制订的，并非一开始就决定好了的）：提高南越西贡当局的低落士气；迫使北越放弃对南越境内共产主义暴动的支持；摧毁北越的运输系统，工业基地和空防系统；阻截由北越向南越境内運送人员和物资。由于冷战的严峻形势，美国不能為所欲為；又因为北越还从苏联和中国这两个社会主义盟国得到了援助，所以要达成这些目标并不容易。
这次行动是冷战时期进行的最激烈的空中／地面战斗，也是第二次世界大战对德国的轰炸之后，美国海空軍参与過最艰难的战斗。由於北越獲得盟国的援助，拥有了精良的空对空和地对空武器系统，使得美國的空中轟炸與地面攻擊皆十分困難。
美国一些对此行动的研究将它看作是典型的胜利，但也有一些研究将它看作是典型的失败。沒有国家之前发動过如此长久的空中战役，而且它确实阻碍了北越對南越的行动，但是许多美国军事专家都总结“滚雷行动”无疑為一次失败，因为這個行动没有达成任何一个任务目标。美国軍方吸取滚雷行动的教训，对训练和装备都作了重大改变，影響1990年代和2000年代的美國利用空中武力的效果，也大幅改變美國的空中战术。

## 战事逐步升级

### 背景
1950年代末，1956年南越总统吳廷琰宣告关于越南重新统一的选举结果无效，随后南越政府开始迫害共产主义者。自此之后，北越开始向南越境内制造暴动反抗西贡政府的越南南方民族解放阵线（越共）游击队提供武器装备和物资。为了对抗越共并支援南越政权，美国一开始便向南越提供金钱，军事顾问和物资援助。1957年至1963年间美国采取围堵政策，需守住南越以阻止共产主义蔓延的多米诺效应。
美国的政策一度建立于西贡政府的状况会得到改进这一认识之上。南越政权必须自保，美国不会给予更多承诺。但是后来越南发生的事情使美国的政策出轨了。到了1965年初，事实已经很明显：美国再不采取行动的话，西贡政府将无法继续存在下去。
美国政府和军方领导需要解决的问题是，如何迫使北越（被认为是南越暴动的起源地）终止行动。他们似乎认为使用空军武力就是答案。1964年约翰逊总统身边的文职官员大都在一定程度认可参谋长联席会议的战略轰炸信念。他们的推理是，像北越这样小，并且第一次印度支那戰爭后才发展了极小工业基础规模的国家，不会情愿冒险用新建的经济体系支持南越的暴动。对于苏联或中国直接干预的惧怕一直影响着美国的决策。文职官员与军人对于如何阻止河内支援南越反叛者有分歧。文职人员想改变北越政权的行为，而军方则要打垮敌人的斗志。
1964年8月的北部湾事件中，美国海军船只声称遭到北越巡逻艇的袭击，随后美国总统林登·约翰逊就宣布对北越进行报复性空袭（Pierce Arrow行动）。但是，这个行动并没有满足军方高层，他们想要发起的是一场范围更广的攻势战役。

### 实施
8月底，美国参谋长联席会议列出了94个目标，摧毁它们的将是一次对北越运输系统为时8个星期的协同空袭。目标中包括了桥梁、铁路、码头、兵营和军需品存放地点。约翰逊害怕这样一次战役会导致中国和苏联的直接干预，这就可能升级为世界大战。在麦克纳马拉的支持下，他没有批准发起这样一场没有限度的战役。
最后，美国发起了更有针对性的报复性空袭，“火箭行动I”是1965年2月7日越共对波来古的袭击的报复，“火箭行动II”是2月10日对袭击归仁美军营房的报复。这些小规模的行动都发生在北越南部，这里有大量的北越地面部队和补给仓库。
但是越共并没有停止向南越派出人员，在来自这和参谋长联席会的共同压力下，约翰逊正式批准了一个持续轰炸计划，代号为“滚雷行动”，这个行动不会受北越的隐秘性所约束。“滚雷行动”将是一次在约翰逊和国防部长罗伯特·S·麦克纳马拉的控制之内持续八星期的空袭。如果北越继续支持南越暴乱的话，对北越的空袭将会变成对位于北纬19度线以北的目标更猛烈的空袭。
人们相信，华盛顿会限制对北越的压力，再加上外交上的攻势，将会使河内停止敌对性的行动。但是军方对这个不满意，因为这次空袭的目标全部都位于北纬19度线以南，并且必须经过总统和国防部长的批准才能攻击。
这个行动的第一个任务是在3月2日轰炸一个位于寨邦附近的弹药库。在同一天，南越空军的19架A-1攻擊機向位于广溪的海军基地发起了攻击。在那次任务中有6架飞机被击落，美国人听到了这个消息之后大吃了一惊。幸运的是，坠毁战机的机组人员中有5个人被救回，但这却是之后一连串事件的前兆。

## 在北越上空

### 战略

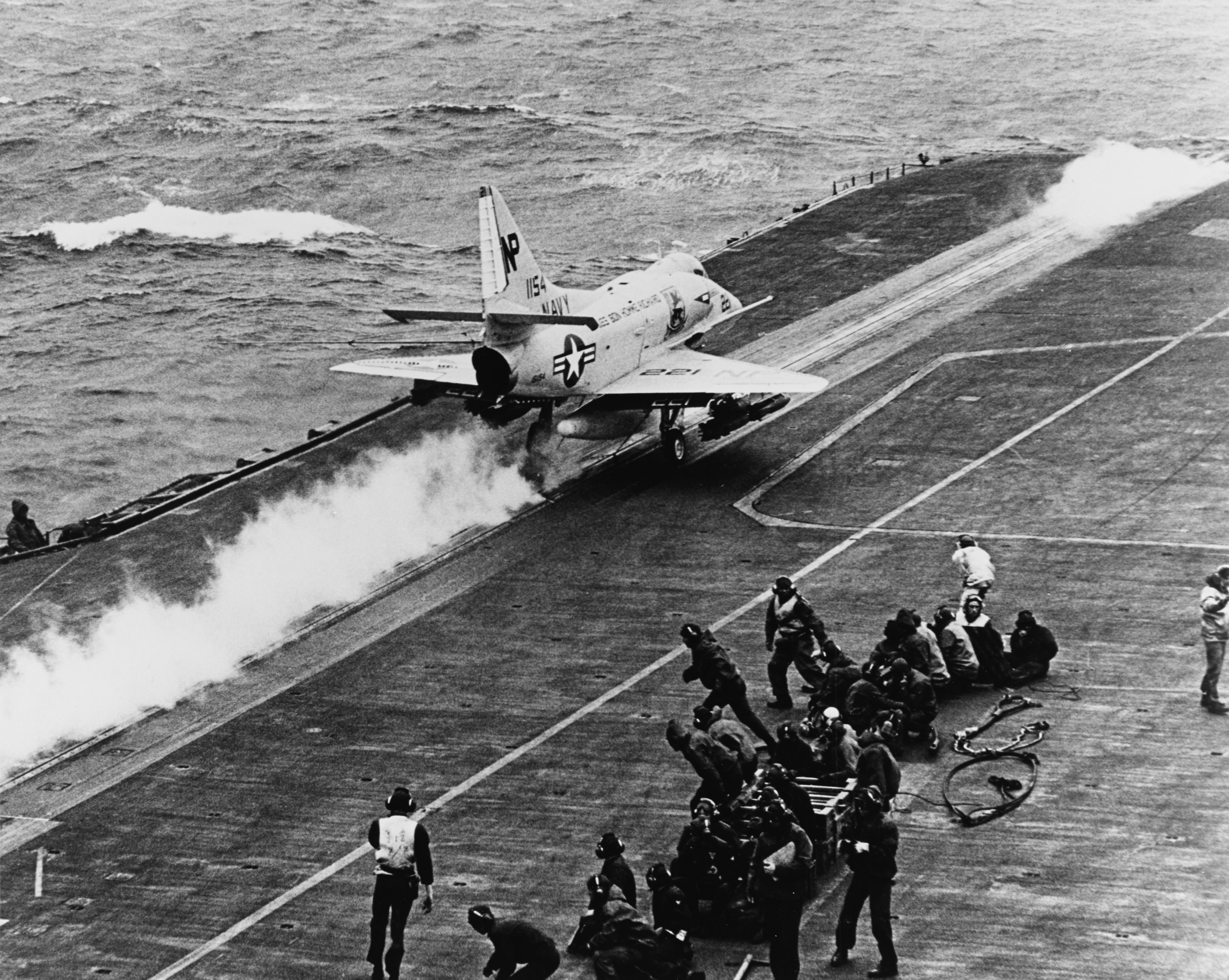
1967年3月，一架A-4攻擊機從好人理查號航空母艦起飛，準備空襲北越

美国人使用了“渐进策略”：先轰炸一些小目标，让北越知道自己的战略要地受到了威胁。这样的话，这个行动的威慑效果就会超过轰炸本身的效果。“滚雷行动”从一开始就只有华盛顿有权决定目标，任務时间，出动战机的数量和种类，攜帶的彈藥種類與數量，有些时候甚至包括了機組的航向。美国战机严禁进入距離河内30海里的範圍，也不能进入海防週邊10海里的距离内。距離中国国境30英里之内也是禁飞区。美国空军史学家Earl Tilford说：
被挑選的任务目标与实际效果之间有很大差距，因为执行任务的飞机組之間協調不佳，并且轰炸目标也是随意挑选的，有时挑选甚至不合乎逻辑。如果根据任何合理的目标挑选方法，北越的机场都应该是優先進行轰炸的對象，然而华盛顿拒絕的理由是擔心誤炸蘇聯或者是中國的顧問而越了雷池。
尽管有些限制在后来被放宽或被解除，但约翰逊（在麦克纳马拉的支持下）仍然拒绝扩大战役的规模，这就激怒了美軍高階指揮官和国会中的部份右派議員，甚至还有一些内閣高層。这个战役的几个主要目标之一便是封锁海防和其他港口，北越就无法通过海运得到援助。但是约翰逊总统認為這種行動是高度挑釁而拒绝采取，直到1972年，这样的任務才受到批准。在选择轰炸目标时，约翰逊也很少与军队高層进行磋商。甚至参谋首长联席會議主席Earl G. Wheeler将军也缺席了1965年许多重要的讨论，在这之后他也只是偶然地出席。
“滚雷行动”出动的飞机大多数都从泰国的四个空军基地起飞，少部分的B-52轟炸機會從關島的安德森空軍基地（Andersen AFB）起飛後往西北飛行，並先在台灣東南部海面或巴士海峽與駐台美軍的空中加油機會合後，進行空中加油，由美國空軍部署在台灣清泉崗基地（Ching Chuan Kang Air Base）隸屬第327航空師（327th Air Division）的第4220空中加油中隊（4220th Air Refueling Squadron）的KC-135空中加油機進行空中加油，後在往西南方向穿越南海抵達南越後，在往北越執行轟炸任務，並且清泉崗基地也是B-52轟炸機的備降場，轟炸完成後會先往南飛進南越領空後，轉往南海，通過菲律賓上空後返回關島，部署於泰國的飛機分别部署位于那空叻差席玛、塔克里、乌隆他尼和乌汶。这些飞机在飞往位于北越的目标之前会在老挝上空进行空中加油。在轰炸完成（通常是俯冲轰炸）之后，这些飞机会直接飞回泰国，或者从北部東京湾上空较安全的空域脫離。美国为了减少空军与海军之间空中作業的衝突，很快決定將北越分为六个“路线区”（Route Package），每一个路线区僅由空军或者是海军負責攻擊。
海军的战机从第77特遣队位于洋基站海域的航空母舰上起飞，海军的飞机（比空军飞机航程短，载弹量也较小）自海面去攻击海岸上的目标。
4月3日，参谋首长联席会说服了麦克纳马拉和约翰逊发起一次对北越交通線路为时四周的攻击，这会使北越无法得到从中国和苏联經由陆路运来的援助。北越收到的援助中有三分之一來自中国，其余三分之二通过海运方式到达海防。这是这场战役中第一次对具有军事而非象征意义的目标的攻击。在这四周的时间里，一共有26座桥和7艘渡河口被摧毁。其他目标包括了北越的雷达系统，兵营和弹药库。
但是北越南部仍然是要轰炸目标，攻擊任務的战机架次从4月的3600架次上升到了5月的4000架次除了對付固定目標以外，“火力侦察”形态任务也已被批准，这是由小规模的机群在公路、铁道和河流上空巡逻，寻找適合攻击的對象。在1965年底，执行“火力侦察”任务的架次从两次上升到了200次。美军75%的战果都是在火力侦察时获得的，这在某种程度上是因为申请攻击固定目标的手续太繁琐且曠日費時。

### 主要目标的改变和对原油，燃油以及润滑油設施的轰炸
如果说“滚雷行动”是要给北越政府“发送信号”，迫使它停止对南越的颠覆活动的话，那么这个目标是没有达到的。4月8日，北越总理范文同就美国要求和谈一事回应说，他们的几个要求必须得到满足：美国停止轰炸并将其部队撤出南越；西贡政府需要满足越南南方民族解放阵线的要求；并且越南的统一问题应由越南人自己解决。这些要求得不到满足的话北越是不会进行和谈的。 具有预兆性质的是，4月3日美国的飞机遭到了苏製米格-15的攻击，这是北越空军的首次亮相。

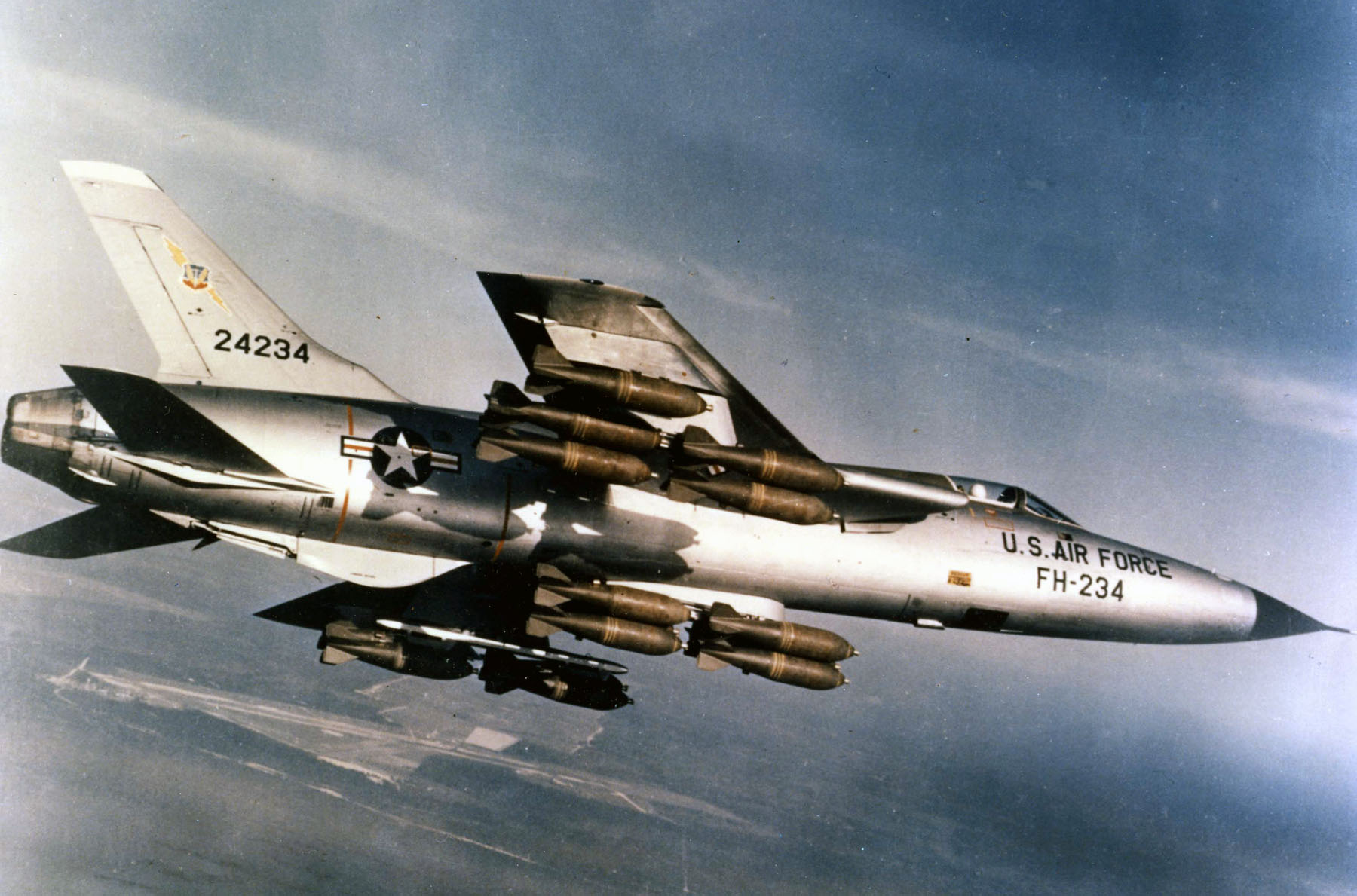
F-105對地轟炸

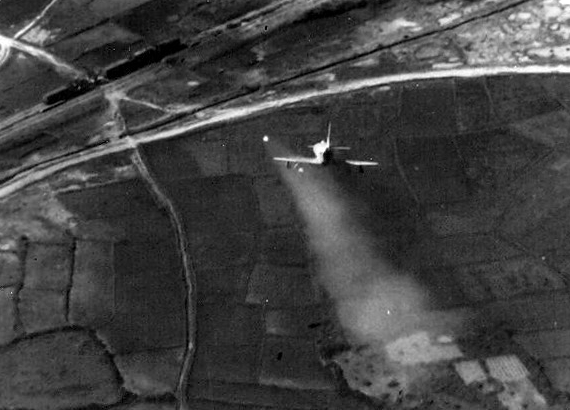
美國海軍A-4天鷹式攻擊機以火箭彈攻擊北越的貨運列車（1965年）

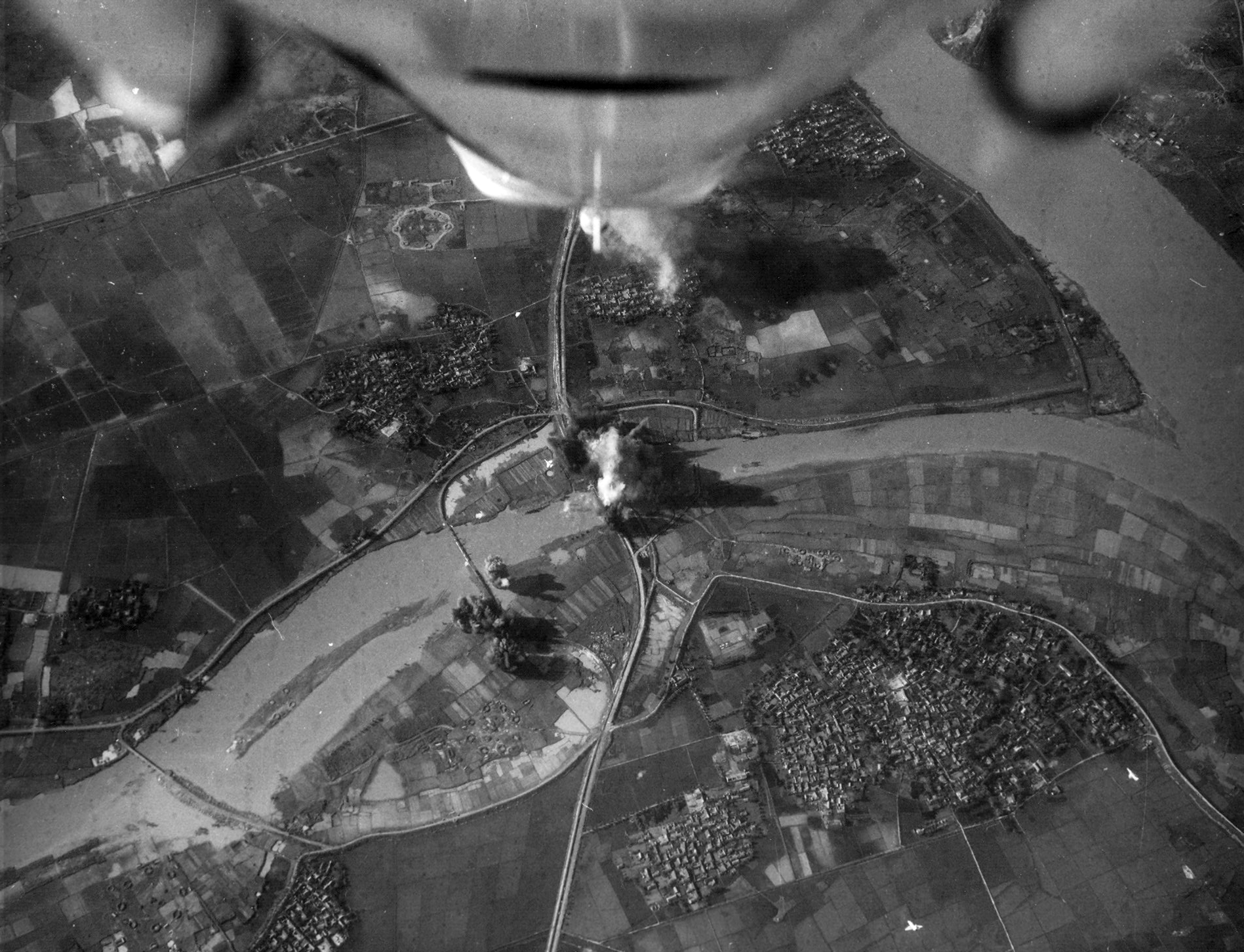
美國海軍A-4天鷹式攻擊機以炸彈空襲北越的豐定橋（1967年9月10日）

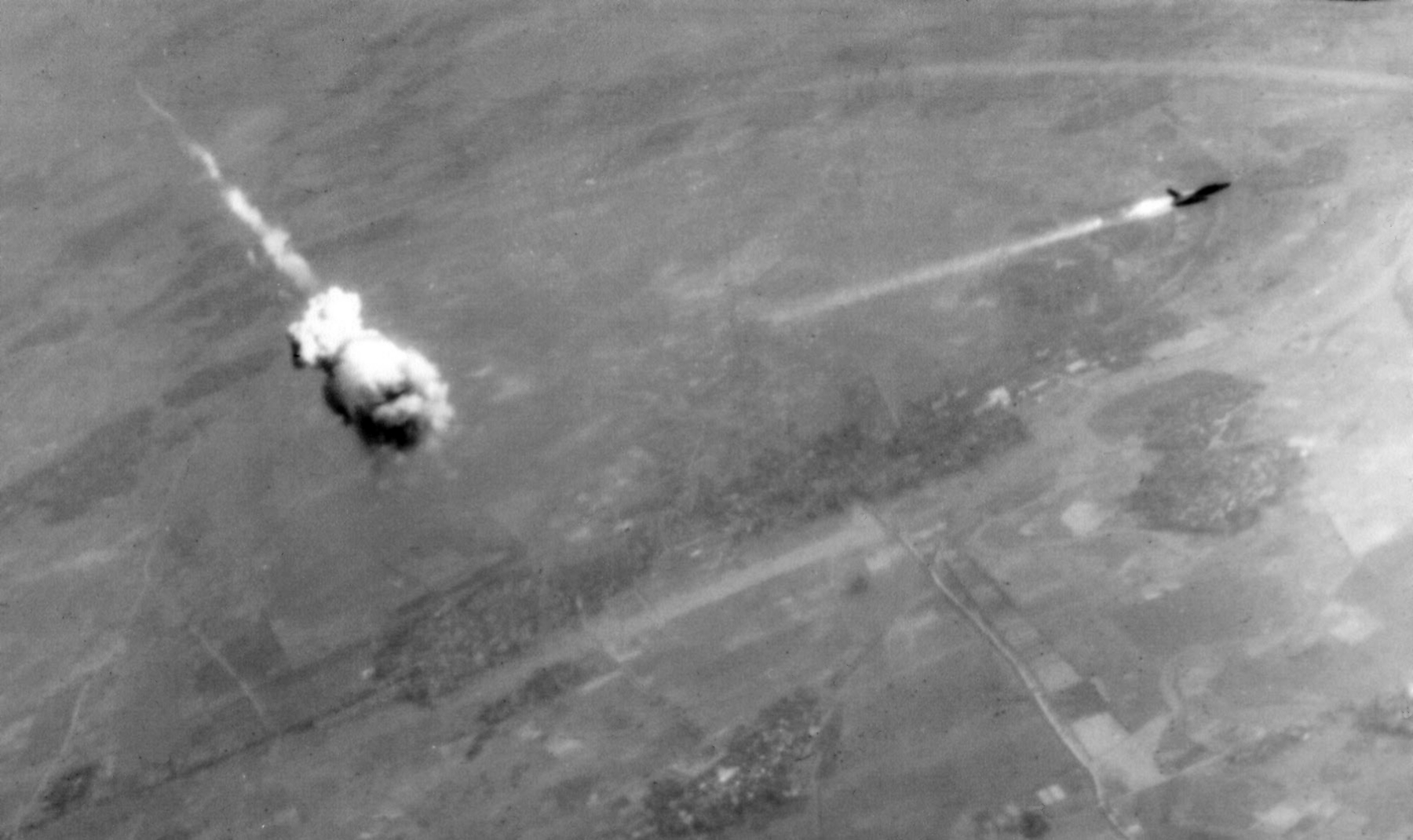
美國空軍一架F-105被北越SA-2地對空飛彈擊落（1968年2月14日

1965年3月8日，3500名美国海军陆战队隊員从岘港登陆，他们对外说自己的任务是防守南越的美国空军基地。地面部队的任务逐渐包括了战斗，而在那时，空中轰炸已成为次要任务，首要任务是地面部队在南越的部署與战斗。在4月第三週以前，滾雷行動任務的優先度至少與支援靠近南部的任務相同，在此之後，不少與對地支援衝突的轟炸任務不是被減少架次就是遭到取消。
至1965年12月24日为止，美国已损失了170架飞机（其中85架为空军战机，94架为海军战机，一架为海军陆战队战机）。南越空军也损失了8架飞机。 空军出动了25971架次的飞机，扔下了32063吨炸弹，海军出动了28168架次的飞机，扔下了11144吨炸弹。南越空军执行了682次任务，投弹数量未知。
1966年4月5日，美国通过侦察发现北越正在建造防空导弹阵地。空军和海军联合向华盛顿请求进攻，但是它们被拒绝了，因为大多数导弹阵地都位于禁飛的市区附近。正因为如此，7月24号一枚SA-2地空导弹击落了一架F-105也就不足为奇了。3天之后，对两个具威脅性导弹阵地的一次性攻击被批准。但是美国人落入了一个精心设置的陷阱中，这两个导弹阵地都是伪装的，而在它们的周围却有密集的防空火力。一个美国飞行员后来说这次行动“看起来就像世界末日”。在此次行动中有六架飞机被击落，（两名飞行员死亡，一名失踪，两名被俘虏，还有一名被救回）。
1966年6月29日，对北越原油，燃油以及润滑油（POL）储藏地点的攻击被约翰逊批准。美国军方从战役一开始就想发起这样一次进攻，他们相信减少北越的POL将会使它的军事实力大大减少，因此对南越的颠覆活动也会停止。这些进攻在一开始效果很明顯，他们摧毁了河内和海防的油库，中情局估计北越70%的油料工厂都已被摧毁，而美国的损失只是43架飞机而已。但是后来证明美军的成功只给北越造成了短期的困难，因为河内将它拥有的大多数POL都分散到了位于全国各地的50加仑油桶内。就在美国只能承认“还没有任何证据证明北越正在遭受POL的短缺”之后，对POL的攻击在9月4日停止了。

## 反应

### 问题
“滚雷行动”暴露了美军中的许多问题。东南亚的指挥权和控制权的分配成为了各军種之间一个主要的协调问题，直到1968年才被解决。在表面上，北越和南越上空的行动是由空军第2师（1966年4月1日后空七军换防）来负责的。但是，它实际上是隶属于駐越美軍司令部和其司令官——威廉·威斯特摩兰陸軍上將，他认为他遇到的问题都集中在南越境内。驻扎在泰国的美国第7航空師和第13航空師（执行了大多数对北越的轰炸任务）具有两套指挥系统。它的军事行动受命于空七军，而后勤和管理则受命于空十三军（指揮部位于菲律宾）。将作战区域分为四块（南北越和南北老挝）使原本就很复杂的指挥和控制变得更混乱了。
海军的第77特遣队接受來自美国太平洋司令部發自夏威夷的命令，經由其屬於下屬單位的美國太平洋空軍（PACAF）傳遞給第七舰队後送達的命令。基於這個指揮體系的影響，海军拒绝与空军在北越上空进行协同作战。第七舰队的指挥官威廉姆·莫迈耶（William Momyer）将军认为太平洋司令部和太平洋空军的目的是要与自己争夺驻扎在泰国的战机的指挥权。“通过减轻William Momyer的影响，他们就可以降低威斯特摩兰的介入，并且还可以指挥对北越的空中行动。” 美国驻泰国大使馬丁和駐老挝大使沙利文对行动和指挥的过大影响使事情变得更复杂了。
这种奇怪的指挥结构违背了空军的单一指挥官政策。申请进攻的手续也标示着指挥结构过于复杂。空军第二师与第77特遣队在越南發出的攻擊請求先报告给美军太平洋司令部，然后会被转给五角大楼的参谋首长联席会議。綜合來自美国国务院與中央情報局的意見之後，最终报告给白宫，由总统和“星期二内阁”的每週會議来决定是否批准。
“滚雷行动”暴露的另外一个问题是空军没有做好准备。空军的战机性能及飞行员的训练方式都是为了完成对苏联的战略轰炸任务，换句话说，它们只适于打核战争。滚雷行动开始后，空军发现，在忽略了常规战战术训练达许多年后，它的飞机与武器都很不适合于执行手头的任务。海军做的准备比空军更好，这也丢了它的脸。海军拥有A-6，当时美国唯一一种全天候战斗轰炸机，并且它还正在研制F-4战斗轰炸机，这种飞机在越南上空可以说是无处不在。
在北越上空出现空战之后，空军又发现了一些准备不足的地方。空战中用到最多的导弹是海军研制的AIM-9和AIM-7，而不是空军的AIM-4。空军一直不想使自己适应东南亚的空战环境，因为它的领导层认为这只是一个小问题，很快就能解决。没有一个空军高官预见到了越南的冲突将会延续十年。
空军确实有一款能够全天候作战，配备了雷达轰炸系统，并且破坏力极大的飞机－B-52。但是行政部门从来没有想过要使用重型轰炸机（它们隶属于美国空军战略司令部）来轰炸非军事区以北很远的地方，它们认为这也会将战争规模扩大。空军参谋长并不想派遣轰炸机进入北越防空网中。
五角大楼在东南亚还采取了每年轮替的政策。尽管第一批飞行员拥有丰富的经验，但是随着战斗变得越来越紧张，美军也就需要更多的人员。因为这样，空军就更加缺乏有经验的飞行员了。空军的轮替政策，即让飞行员轮换着驾驶不同的飞机，更加降低了效率。相反的，海军却尽量让人员不变换岗位，这就使海军人员获得了经验，但是，有经验的飞行员也损失了更多。
最后一点就是战场上的天气。东南亚循环性的雨季意味着地面目标在一年之中有八个月（9月底至次年5月初）都会被雨和雾掩盖，这种天气不适合执行空中任务。由于美军还无法进行大规模全天候作战和夜间轰炸，任务都只能在白天执行，这就减轻了北越防空系统的负担。

### 空中的人民战争
在“滚雷行动”开始之前，北越领导层就预见到了将要发生的事情。1965年2月，北越政府向军队和平民下达了“保持联络和运输畅通，并且做好包括了河内与海防的整个国家被摧毁的准备”的指示。北越领导层宣布“以一场人民战争来对抗空袭…每个公民都是一名士兵，每座城镇，每条街和每座工厂都是抗美前线的桥头堡” 除了那些要“与首都共存亡”的人之外，北越的所有人都撤离到了乡下。到了1967年，河内的人口已经减少了一半。

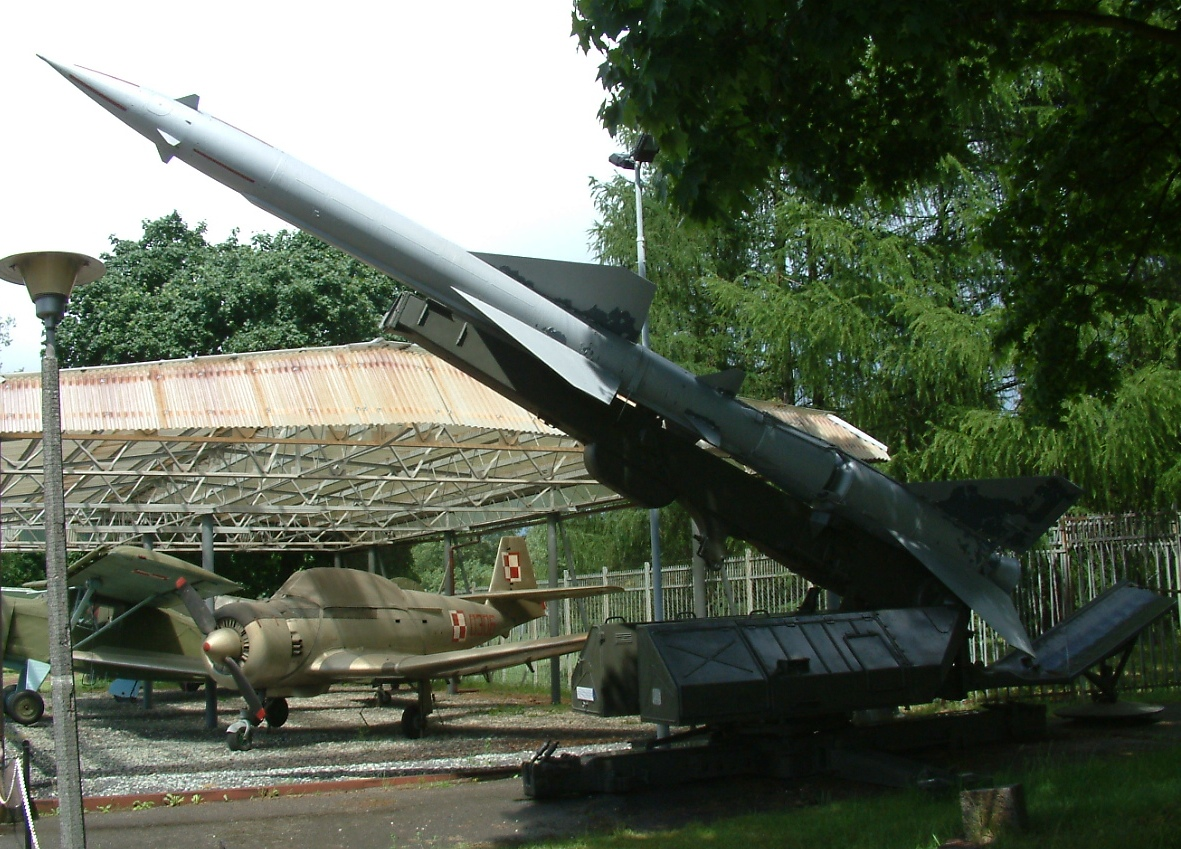
越共/北越的雷达制导式SA-2和高射炮

因为从美军手中夺得制空权是不可能的，所以北越将精力集中在了地面防空部队。在战役初期，北越拥有1500门高射炮，它们大多数都为37和57 mm口径，属于轻型。但是在一年之内，美国估计这个数字已经增加到了多于5000门，它们大多数都是具有雷达系统的85和100 mm口径。这个数字又从1967年早期的7000门减少到了1972年的不到1000门。美国损失的80%的战机都是被高射炮击落的。
协助高射炮的是北越空军的战斗机，北越空军最初只拥有米格-15和米格-17共53架。尽管这些飞机相对于美国的超音速喷气机来说有些过时，但是北越将它们的弱项变成了它们的强项。它们的速度足够执行“打了就跑”的伏击任务。它们的机动性能也足够击落F-8和F-105这样先进但用於執行轟炸的美军战机，美军不得不采用新的战术来对付它们。装备了导弹的新型战机F-4成为了美军用于空中混战的主要机型。
北越的米格机只需出现在美军眼前就能完成任务，因为一旦发现它们，有半数的美国轰炸机都会立刻丢下炸弹，而此时那些轰炸机离目标还很远。1966年，北越又得到了先进的苏製米格-21，它与美军战机的性能接近。到了1967年，北越空军已经有了100架用于截击任务的飞机，其中大多数的基地都位于中国境内，美军无法袭击那里。为了对抗北越空军，美军在训练飞行员时使用了小型的亚音速及超音速飞机来模仿米格机。
北越的经济力量不集中，原位于人口密集的红河三角洲地区的大型工厂也被拆散并分散到了乡下的山洞和小村子里。在受的轰炸更多的南方狭长地带，整个村子的居民都转移到了地下的隧道网。食物短缺迅速地扩散开来，城市一带的情况尤其严重，因为种植水稻的农民不是进入了军中服役就是自愿地抢修受损的地方。当北越的运输系统遭受攻击时，被摧毁的桥梁就会被渡船与水下桥梁及浮桥替代。这些被证明为很有效且易于维修，并且事实上是不可能被摧毁的。
也许北越最后的资源就是人口了。在1965年，97000名北越人整天都在抢修轰炸造成的损坏。另外370000-500000人虽然不是整天工作，但也参加了抢修。当北越的通讯线路遭到攻击时，铁路上运输货物的火车和由卡车组成的运输队就会分散成更小的单位，并且只在夜间出动。为了运输物资，北越人民使用了舢板，手推车和人力。“每公斤货物都是一颗射入美国海盗脑袋里的子弹”这样的标语一直激励着他们。

## 相互打击

### 地空导弹与电子战飞机

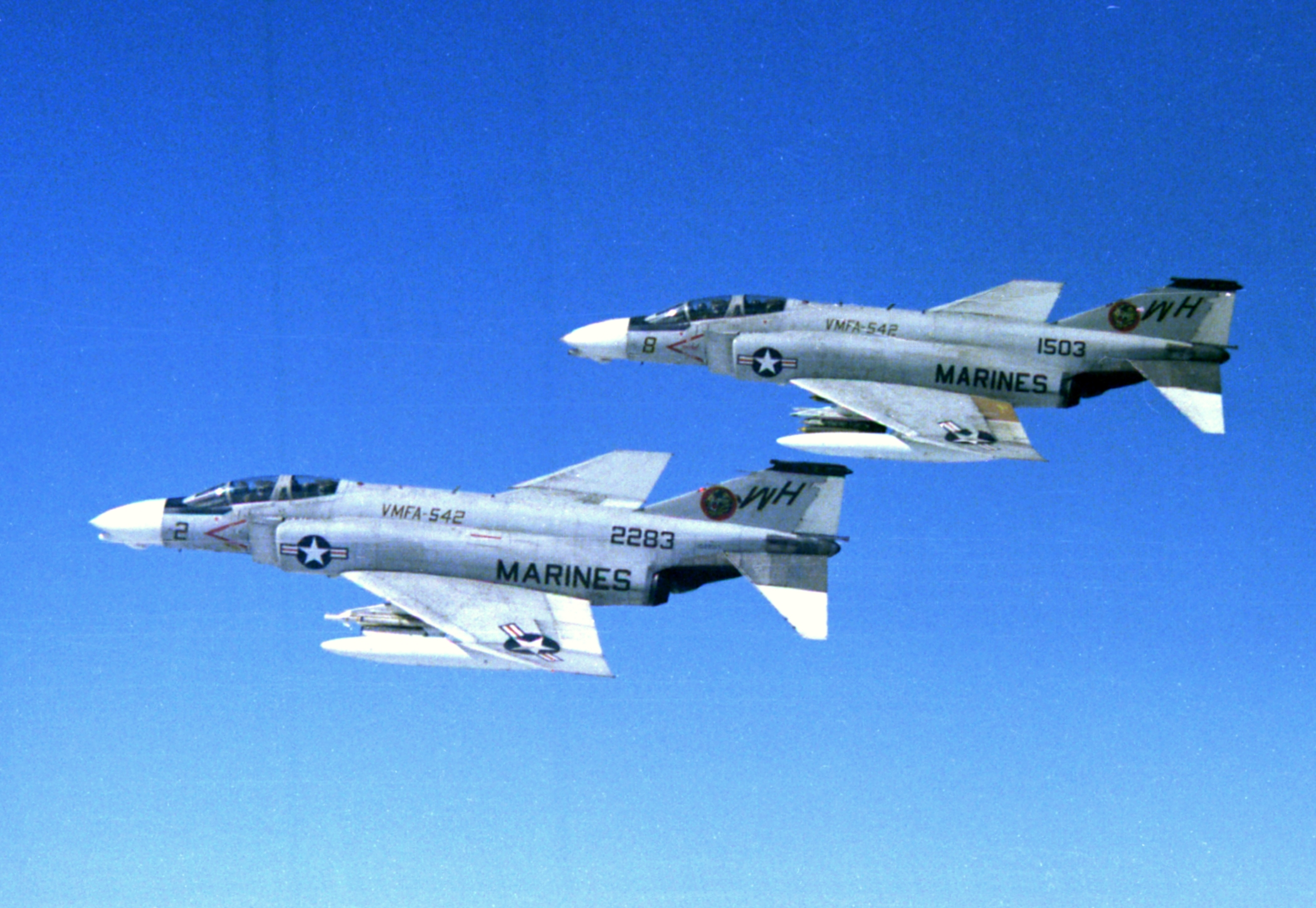
F-4B戰机1969於越南巡邏

自从北越开始使用地空导弹后，美军飞行员就陷入了两难的境地：如果想要躲避高射炮火而从高空接近目标的话，就会遭到导弹袭击；而如果为了不被导弹雷达发现而从低空接近目标的话，又会成为高射炮的猎物。由于美军战术不断变换，并越来越广泛地使用了雷达干扰，北越地空导弹的命中率变得越来越低了。最初30颗导弹能击落一架飞机，后来50颗也无法击落一架飞机了。这些数据很能体现滚雷行动的效果：无论美军怎样努力袭击北越运输系统，北越的地空导弹从来没有缺乏过。
由于战斗是一点点变得激烈的，河内也就有了充分的时间来适应战场环境。据估计，到了1967年，北越已经有了25个地空导弹营（每营6具发射架），它们拥有大约150个发射阵地。在苏联的帮助下，北越也很快就拥有了一套早期的雷达预警系统，系统中的200个站点遍布全国，它们会发现美军空袭部队，然后指挥地空导弹，高射炮和米格机来攻击。1967年，美国共损失了245架飞机（空军145架，海军102架，海军陆战队一架）
为了保护战机不被北越防空系统击落，美国需要采用更新且更有针对性的战术。在每次空袭中，美军都会出动大量战斗机来为战斗轰炸机护航。最先进入目标区域的是专门打击北越防空部队的“铁手”任务机组。这种机组使用装备了野鼬式电子战吊仓的F-105来寻找地空导弹雷达发出的电波并对其进行定位。
装备了“野鼬”的飞机也携带有电子对抗系统来保护它们自己。这些飞机指挥其他战机对高射炮进行攻击，并用自己携带的AGM-45反辐射导弹（海军研制）来攻击地空导弹雷达。SA-2的射程比AGM-45远，但是如果在AGM-45被发射后目标雷达仍然在工作的话，导弹就会沿着雷达波飞向目标。北越与越共的雷达操作员随后就与美军电子战飞机飞行员玩起了老鹰捉小鸡的游戏。美国海军虽然也使用过于空军电子战机型类似的战机，但是它并没有组建专门攻击地空导弹的“野鼬部队”。

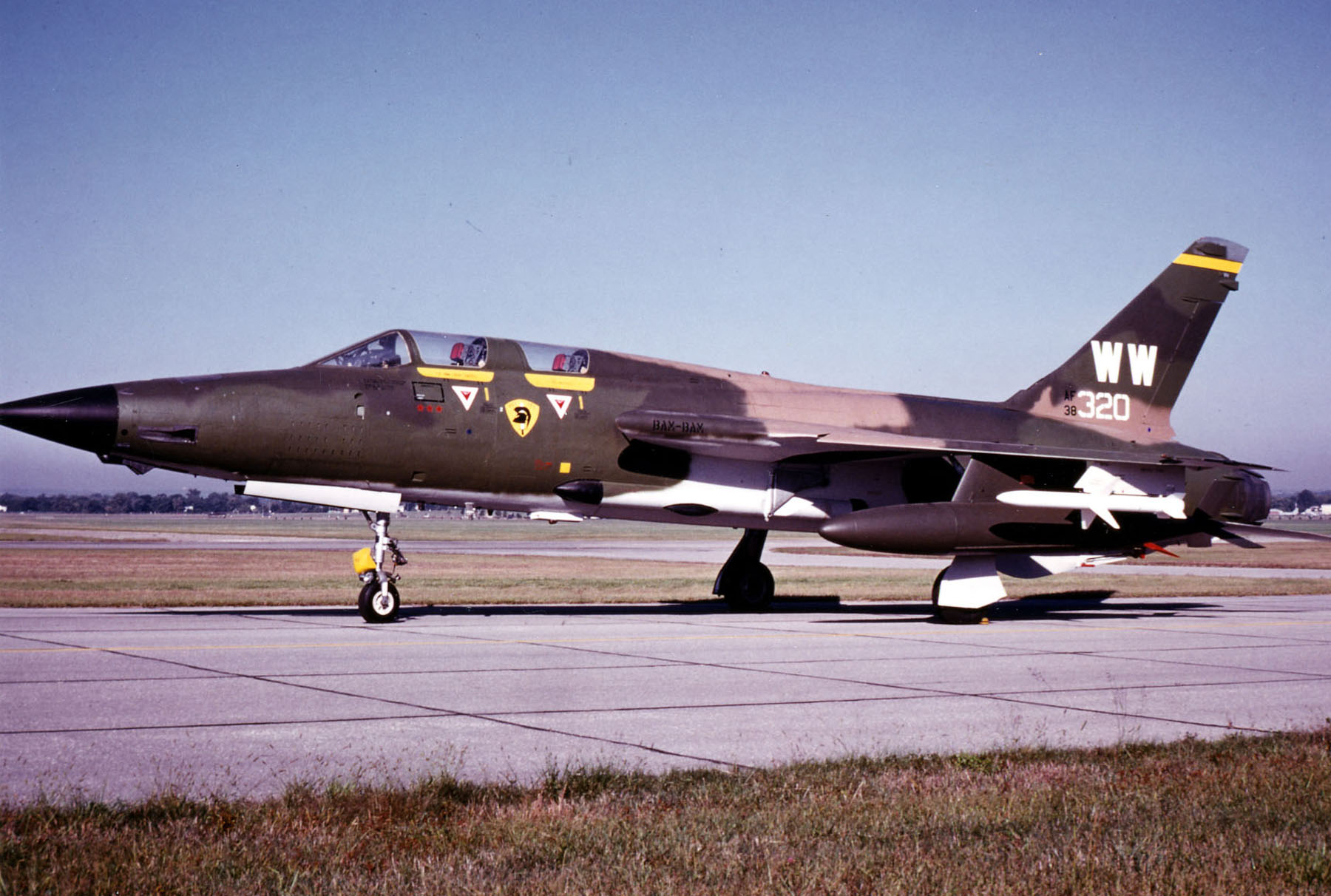
正在执行“铁手”任务的一架F-105

接下来出现的是由大批战机及电子战机护航的轰炸机群。为了保护机群不被地空导弹攻击，美军匆忙地研制了新的电子战系统，但是由于东南亚的恶劣天气，这些系统经常停机。机群中还包含KC-135空中加油机和救援直升机，这些飞机又由螺旋桨飞机A-1来护航。
从1966年中期到1967年底，约翰逊总统一个一个地将敏感目标分配给了他的将军们，同时他也采取了一些措施来避免激怒国会中的温和派。到了最后，军方及温和派都没有得到满足。
美國海军作战部长大卫·麦克唐纳在1966年9月视察南越后报告说，参加滚雷行动的飞行员对打击目标的程序非常愤怒，并且滚雷行动的“章程对敌军防空部队是最有利的” 1968年，美军共损失了362架飞机（空军208架，海军142架，海军陆战队12架）。

### 米格机与美军空袭
滚雷行动在1967年和1968年的规模最大。美军的主要目的变成了切断北越的补给线，并摧毁北越的基础军事设施。
尽管击落美军战机最多的是高射炮，但美国空军的F-105和海军的A-4受到的来自地空导弹与米格机的威胁也变得越来越大。由于美军的雷达波无法覆盖红河三角洲地区，北越的战斗机就可以对美军进行出其不意的攻击。预警机很难探测低空飞行的战机，米格机用肉眼也很难看到阿巴。
尽管F-105取得了27场空战的胜利，双方损失的飞机总数却几乎是相等的。1967年1月2日，美军策劃了旨在毀滅北越空軍戰力的大砍刀行動。在行动中，美軍讓F-4的通讯方式，进攻方向，高度和速度都与F-105相同，令米格机飞行员誤以為自己正前往攔截易於擊落的F-105編隊。结果，美軍精心策略的空中陷阱據稱在12分钟内击落了7架米格21戰機。
在那年后期，美军对北越发动了最猛烈的进攻以将北越逼上谈判桌。参谋长联席会列出的所有目标，包括之前不许攻击的机场，几乎都得到了批准。只有河内，海防和中国边境仍然不许攻击，但是美军摧毁了河内及海防周围的桥梁来孤立它们。美军还轰炸了太原的钢厂，能源设施，船舶与铁轨修理厂和仓库。由于首都受到了威胁，北越便派出了大批米格机进入了战斗，美军每击落两架米格机就要损失一架自己的飞机。1968年，美国在北越损失了184架飞机（空军75架，海军59架，海军陆战队5架），其中被米格机击落的占22%。在这之后，北越的机场就被批准攻击了。
尽管美军在滚雷行动中尽了所有力量去截断北越运输系统，但是，越共和北越人民军还是在1968年1月31日，即南越的春节假日发动了大规模的进攻。虽然春节攻势给越共和北越带来了灾难，但是它也影响了美国公众对战争的看法，最终影响到了华盛顿的决策层。对北越来说幸运的是，美军中许多支持轰炸北越的高官（包括空军参谋长）都不想让美军唯一一种可以在坏天气中扔下大量炸弹的轰炸机，即B-52去冒险。没有了B-52，美军对春节攻势的报复行动也就无法产生多大效果了，因为直到4月初，天气才适合于美军的护航战机。

## 结束

### 反对者
1968年春，新春攻势震撼了美国，麦克纳马拉和其他一些人开始相信滚雷行动和南越地面战争都没有效果。这个轰炸行动远远没有达成它的目标，那些对滚雷行动不抱幻想的人始终在反对参谋长联席会提出的加大轰炸力度并放宽目标限制的要求。将军们发现，他们陷入了自己营造的进退两难境地。一方面，他们宣称轰炸行动起到了作用，而另一方面，他们又要求拥有更高的自主权，以便使轰炸行动成功。美国外交政策的有限目标策略与军方的完全获胜目标是无法共存的。这个难题后来成为了如何在不击败北越的情况下战胜北越。
1967年8月9日，美国参议院武装力量委员会召开听证会。军方的抱怨引起了国会山上一些最善辩的鹰派人物的兴趣。军方的长官对那些限制很不满。很显然，最后一个被传唤、同时也是唯一的文职官员的麦克纳马拉成为了替罪羊。国防部长说他反对无限制的空中战争，并且反驳了军方的指控。但他也坦率地承认“没有证据证明轰炸行动会使胡志明政府投降”。
约翰逊总统现在已经很清楚麦克纳马拉已经成为内阁中的累赘。1968年2月，麦克纳马拉辞去了国防部长的职位，接替者是克拉克·克利福德，他被选中是因为他与约翰逊的私谊，并且之前他也反对过麦克纳马拉关于停止向南越增派部队并结束滚雷行动的提议。然而，麦克纳马拉的立场立即被国务卿迪安·拉斯克所采纳，而此前他一直是轰炸行动的坚定支持者。几个月后，克利福德也接受了其前任的主张，开始认为美国需要撤回对越南冲突的无休止承诺。

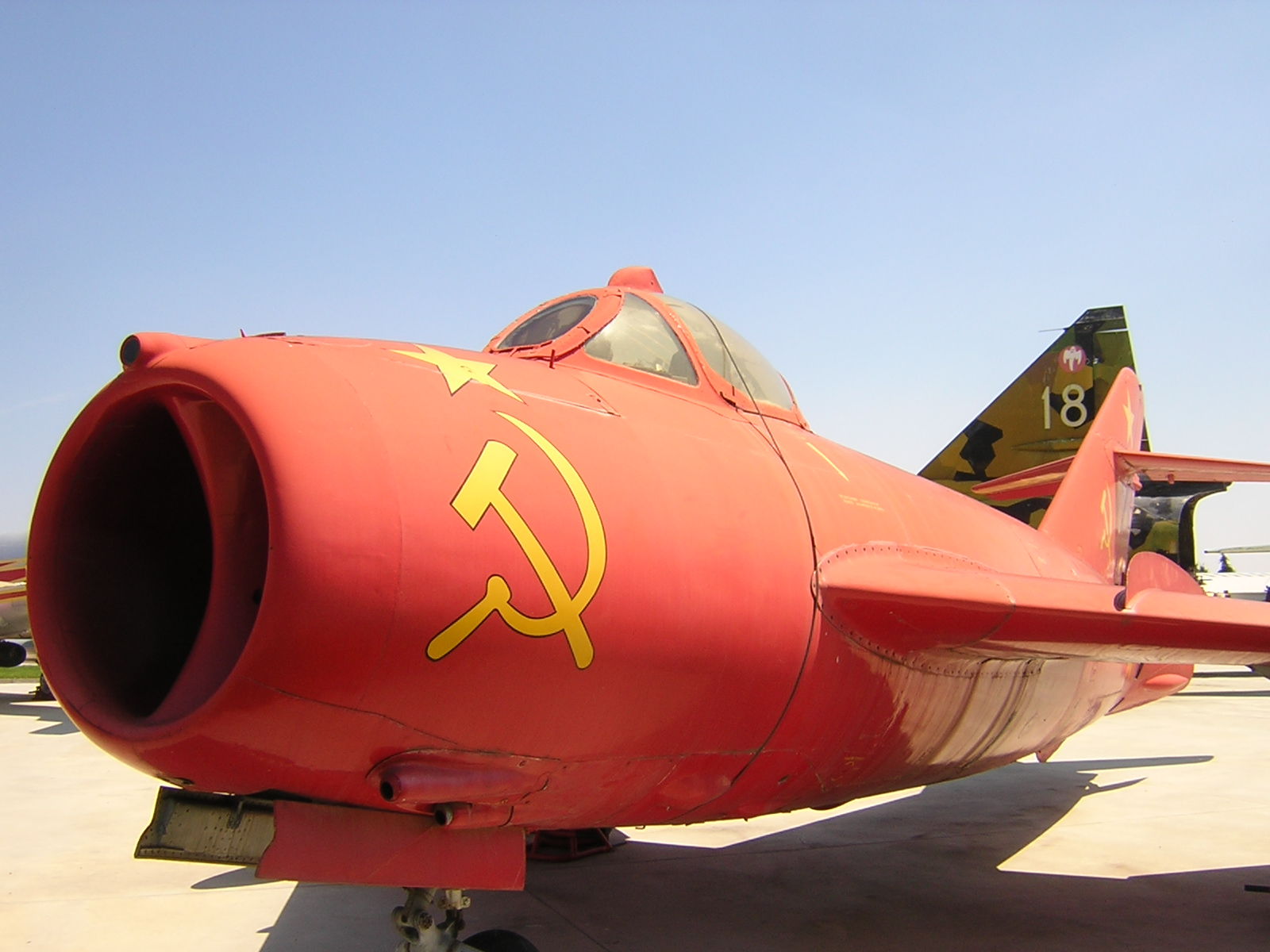
蘇聯軍援河內大量米格-17。

出于对国内政治挫败的失望，和对河内采取和谈的期望，约翰逊总统在1968年3月31日宣布停止所有对北纬19度线以北的轰炸行动，即“部分暂时停炸”。在17度线与19度线之间，空军和海军集中了之前泻向北越的全部火力 (空军每月出动6000架次来轰炸一号路线区，此数字为原来的两倍)，并且开始集中对“关键点”，道路和卡车进行轰炸。军队长官又开始进退两难了，他们反对减小轰炸的规模，可是与完全不进行轰炸比起来，又认为新政策有许多优点。北越对此做出的反应是，它将中部狭长地带部署的高射炮数量提高了一倍，但是大多数的地空导弹仍然位于河内及海防周围。
受到持续轰炸时持决不和谈态度的北越，终于同意在巴黎与美国人会面，开始预备性谈判。此后，约翰逊在美国总统大选之前宣布会自1968年11月1日起完全停止对北越的轰炸活动，即全面“暂时停炸”。尽管停止轰炸活动与和谈的进展相关，但是参谋长联席会还是怀疑行政班子在某种情况下可能下令重启轰炸行动。他们猜对了。

### 总结
在1965年3月和1968年11月之间，历时3年零8个月，并依据“逐步升级，以打迫和”的方针，把轰炸范围由北纬20度线以南地区逐步向北推移，最终扩展到了中越边境的缓冲地带以及河内、海防市区。美国共投入战术飞机30.4万架次，战略轰炸机2380架次，轰炸10.77万架次，投掷各种型号的炸弹258万吨。其中，美国空军一共出动了153784架次的飞机去轰炸北越，海军和海军陆战队也出动了152399架次。1967年12月31日，美国国防部宣布美军在滚雷行动中共扔下了864,000吨炸弹，而整个朝鲜战争中美军共扔下了653,000吨，太平洋战争中美军也只扔下了503,000吨。
CIA估计，到了1968年1月1日，美军已经在北越造成了3.7亿美元的损失。它还估计北越平均每周有约1000人伤亡，整个44个月长的战役中一共伤亡了约90000人，其中72000人是平民。

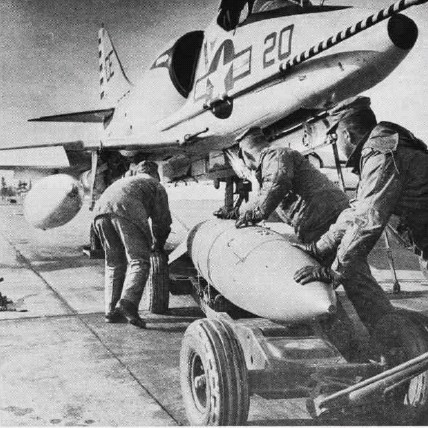
挂装了轟炸模式的海军A-4攻击机

美国空军在北越上空一共损失了526架飞机，美国海军损失了397架，海军陆战队损失了19架。根据美国空军的数据，在驾驶这些飞机的745名飞行员中，有145名获救，255名死亡，222名被俘虏（其中23名在被关押时死亡），还有123名失踪。海军和海军陆战队的伤亡很难统计。在为时44个月的滚雷行动中，共有454名海军飞行员死亡，被俘虏，或是在北越及老挝上空失踪。
滚雷行动在一开始时要给北越施以精神上及战略上的压力，但是它很快就变成了切断北越运输线，这是一个战术任务。它的最终失败来源于两方面，这两个原因都与华盛顿的民政与军方决策者有关系：第一，决策双方都没有想到北越承受得住大规模空袭，第二，军方没能成功地应用一种能解决手边问题的策略。

## 影响
美国空军最快也是最精良的攻击机F-105竟然被老式的亚音速战机大量地击落，这震惊了美军。这带来的其中一个结果是，美国开始重新考虑它的空战战术及战机设计，当时它们围绕的还是向欧洲投放核武器及使用导弹来截击敌机。F-4成为了战争后期美军的主要战机及战斗轰炸机。美国也开始研制新一代适于近距离混战的飞机，尽管第一批这种飞机服役时越南战争已经快要结束，但是它们会主导后来的空战，并且一直服役到21世纪。這個任務也直接導致海軍建立美國海軍戰鬥機武器學校來解決飛行員缺乏空中格鬥技巧的問題。

### 公开的政府文件
- Berger, Carl编辑，《1961-1973年东南亚上空的美国空军》（《The United States Air Force in Southeast Asia, 1961-1973》）华盛顿特区空军史办公室出版，出版日期1977年。
- Delbert上校和Paul Burbage少校等，《两座桥的故事》（《The Tale of Two Bridges》）和《1964-1972年中越南上空的战斗》（《The Battle for the Skies over North Vietnam, 1964-1972》）。麦克斯韦尔空军学院出版社出版，出版日期1976年。
- 美国国务院，《来自北方的侵略：北越占领南越的战斗记录》（《Aggression from the North: The Record of North Vietnam's Campaign to Conquer South Vietnam》）。华盛顿特区美国政府印刷署出版，出版日期1965年。
- Head, William P，《云层上方的战争：第二次印支战争中B-52 的行动及理论与教条的效果》（《War Above the Clouds: B-52 Operations During the Second Indochina War and the Effects of the Cir War on Theory and Doctrine》）。麦克斯韦尔空军学院出版社出版，出版日期2002年。
- Marolda, Edward J，《海，陆，空：配有插图的美国海军与东南亚战争史》（《By Sea, Air, and Land: An Illustrated History of the U.S. Navy and the War in Southeast Asia》） （页面存档备份，存于）。华盛顿特区海军军史中心出版，出版日期1994年。
- Schlight John上校《过长的战争：1961年-1975年中东南亚的美国空军》（《A War Too Long: The USAF in Southeast Asia, 1961-1975》）。华盛顿特区空军军史与博物馆计划出版，出版日期1996年。
- Schlight, John上校，《南越的战争：1965年-1968年间的进攻》（《The War in South Vietnam: The Years of the Offensive, 1965-1968》）。华盛顿特区空军军史与博物馆计划出版，出版日期1999年。
- Spector, Ronald H，《越南的美国陆军：1941-1960年间的指导与支持》（《The United States Army in Vietnam: Advice and Support, 1941-1960》）。华盛顿特区美国陆军军史中心（英语：United States Army Center of Military History）出版，出版日期1983年。
- Thompson, Wayne，《去河内，再返回：1966-1973年间的美国空军和北越》（《To Hanoi and Back: The U.S. Air Force and North Vietnam, 1966-1973》） （页面存档备份，存于）。华盛顿特区史密森尼学会出版社出版，出版日期2002年。
- Tilford, Earl H，《方案：美国空军在越南做的事及其原因》（《Setup: What the Air Force Did in Vietnam and Why》）。麦克斯韦尔空军学院出版社出版，出版日期1991年。
- Van Staaveren, Jacob，《逐渐导致失败：1965年-1966年间北越上空的空战》（《Gradual Failure: The Air War Over North Vietnam, 1965-1966》）。华盛顿特区空军军史与博物馆计划出版，出版日期2002年。
- 有关滚雷行动的CIA文件 （页面存档备份，存于）

### 文件集
- Gravel, Senator Mike编辑，《五角大楼文件：美国国防部在越南做的决定》（《The Pentagon Papers: The Defense Department History of United States Decisionmaking on Vietnam》）共5卷。波士顿Beacon出版社出版，出版日期1971年。
- Sheehan，Neil，Hedrick Smith，E.W. Kenworthy和Fox Butterfield，《纽约时报出版的五角大楼文件》（《The Pentagon Papers as Published by the New York Times》）。纽约Ballentine出版社出版，出版日期1971年。

### 传记和回忆录
- McNamara, Robert S. 和Brian VanDeMark，《回顾：越南的悲剧与教训》（《In Retrospect: The Tragedy and Lessons of Vietnam》）。纽约Times Books, 1995.
- Johnson, Lyndon B，《有利地点：对总统政策的分析》（《The Vantage Point: Perspective on the Presidency, 1963-1969》）。纽约Holt, Rhinehart, and Winston出版，出版日期1971年。

### 二手资料
- Clodfelter, Mark，《空中力量的极限：美国对越南的轰炸》（《The Limits of Airpower: The American Bombing of Vietnam》）。纽约自由出版社出版，出版日期1989年。
- Dougan，Clark，Stephen Weiss等，《1968年》（《Nineteen Sixty-Eight》）。波士顿出版公司出版，出版日期1983年。
- Gillespie, Robert M，《1964-1965年间的参谋长联席会与越南战争的发展》（《The Joint Chiefs of Staff and the Escalation of the Vietnam Conflict, 1964-1965》）。未出版的博士论文，Clemson 大学，1994。
- Goodman, Allen E，《寻找越南战争的和谈》（《The Search for A Negotiated Settlement of the Vietnam War》）。加利福尼亚大学出版社出版，出版日期1986年。
- Kahin, George M，《干预：美国是怎样介入越南事务的》（《Intervention: How America Became Involved in Vietnam》）。纽约Knopf出版社出版，出版日期1986年。
- Hobson, Chris，《越南上空的损失：1961年-1973年间美国空军，海军和海军陆战队损失的固定翼飞机》（《Vietnam Air Losses: U.S. Air Force, Navy, and Marine Corps Fixed-Wing Aircraft Losses in Southeast Asia, 1961-1973》）。英国Midlands出版社出版，出版日期2001年。
- McMaster, H.R.《责任的弃置：约翰逊，麦克纳马拉和参谋长联席会及导致越南战争的谎言》（《Dereliction of Duty: Lyndon Johnson, Robert McNamara, and the Joint Chiefs of Staff and the Lies That Led to Vietnam》）。纽约Harper Collins出版社出版，出版日期1997年。
- Moise Edwin E.，《东京湾与越南战争规模的扩大》（《Tonkin Gulf and the Escalation of the Vietnam War》）。北卡罗来纳大学出版社出版，出版日期1996年。
- Morocco, John《来自上边的雷电：1941-1968年间的空战》（《Thunder from Above: Air War, 1941-1968》）。波士顿出版公司出版，出版日期1984年。
- Nichols, John B.《在扬基站：美国海军在北越的空战》（《On Yankee Station: The Naval Air War over Vietnam》）。海军学院出版社出版，出版日期2001年。
- Smith, John T. 《滚雷行动：1965年-1968年对北越的战略轰炸》（《Rolling Thunder: The Strategic Bombing Campaign, North Vietnam, 1965-1968》）。Kensington 出版集团出版，出版日期1987年。